# WTA German Open 1985
Il WTA German Open 1985 è stato un torneo di tennis giocato sulla terra rossa.
È stata la 73ª edizione del German Open, che fa parte Virginia Slims World Championship Series 1985.
Si è giocato al Rot-Weiss Tennis Club di Berlino in Germania dal 13 al 19 maggio 1985.

## Campionesse

### Singolare
Chris Evert ha battuto in finale  Steffi Graf con il punteggio di 6–4, 7–5.

### Doppio
Claudia Kohde Kilsch /  Helena Suková hanno battuto in finale  Steffi Graf /  Catherine Tanvier con il punteggio di 6–4, 6–1.